# LibreOffice Calc
LibreOffice Calc è un foglio elettronico libero, componente del software di produttività personale LibreOffice, nato nel 2010 da un fork di OpenOffice.org Calc.
Come per l'intero pacchetto LibreOffice, Calc può essere utilizzato su una varietà di piattaforme, tra cui Microsoft Windows, GNU/Linux, FreeBSD e Solaris.